# Teenage Mutant Ninja Turtles: Out of the Shadows
Teenage Mutant Ninja Turtles: Out of the Shadows ist ein US-amerikanischer Science-Fiction-Film aus dem Jahr 2016, der auf der gleichnamigen Comicserie basiert. Der Film ist eine Fortsetzung von Teenage Mutant Ninja Turtles, der 2014 erschien.
Der Film feierte am 22. Mai 2016 Premiere in New York. Der reguläre Kinostart in den USA war der 3. Juni 2016. In Deutschland startete der Film am 11. August 2016.

## Handlung
Ein Jahr nach Ereignissen des ersten Teils verbringen die vier Turtles ihr Leben immer noch in der New Yorker Kanalisation und begeben sich nur in der Nacht an die Oberfläche, um nicht gesehen zu werden. Die mit den Turtles befreundete Reporterin April O’Neil findet heraus, dass der Wissenschaftler Dr. Baxter Stockman für den inhaftierten Shredder arbeitet und zusammen mit dem Foot Clan dessen Befreiung organisiert. April informiert die Turtles über Stockmans Plan. Der Foot Clan greift den Gefangenentransport, in dem Shredder zusammen mit den kriminellen Bebop und Rocksteady transportiert wird, an. Kurz bevor die Turtles Shredder endgültig an der Flucht hindern können, setzt Stockman einen Teleporter ein, woraufhin Shredder verschwindet. Shredder wird in eine andere Dimension teleportiert und trifft dort auf den außerirdischen Commander Krang. Krang erklärt Shredder, dass Stockmans Teleportationsgerät zu einem Teil seiner Lichtbogenmaschine gehört, welches ein Portal von Krangs Dimension zur Erde öffnet. Die beiden anderen Teile der Maschine sind in einem New Yorker Museum und im brasilianischen Regenwald. Mit Shredders Hilfe will Krang die fehlenden Teile zusammensetzen, das Portal öffnen und die Welt erobern. Im Gegenzug erhält Shredder die Möglichkeit, die Turtles zu besiegen, wofür er von Krang eine mysteriöse lilafarbene Flüssigkeit bekommt.
Nach Shredders Verschwinden wird der Vollzugsbeamte Casey Jones, welcher den Gefangenentransport begleitet hat, zu den Vorkommnissen befragt. Die ermittelnde Dienststellenleiterin für organisierte Kriminalität, Rebecca Vincent, glaubt Caseys Geschichte jedoch nicht. Aus diesem Grund beschließt Casey auf eigene Faust herauszufinden was passiert ist. Mittlerweile ist Shredder wieder zurück in New York und rekrutiert Bebop und Rocksteady, welche ebenfalls mit ihm fliehen konnten. Shredder verabreicht ihnen in Stockmans Firma die lila Flüssigkeit „Ooze“, welche sich als Mutagen herausstellt. Die beiden mutieren zu einem Warzenschwein und einem Nashorn in menschlicher Gestalt. April, die sich für weitere Nachforschungen in das Firmengebäude geschlichen hat, beobachtet das Geschehen und kann die verbleibende Dosis Ooze und einen Injektionspfeil entwenden. Auf der Flucht vor Shredders Foot Clan verliert April den Ooze-Behälter, welcher der Polizei in die Hände fällt, und stößt auf Casey, der den Spuren von Bebop und Rocksteady gefolgt ist. Nachdem Casey den Foot Clan in die Flucht schlagen konnte, tauchen die Turtles auf. April macht Casey und die Turtles miteinander bekannt und sie begeben sich zusammen in die Kanalisation.
Im Versteck der Turtles findet Donatello mit Hilfe des Injektionspfeils heraus, dass sich die mutagene Wirkung auch umkehren lassen würde und somit aus Mutanten normale Menschen machen könnte. Diese Erkenntnis teilt er Leonardo mit, denn mit Hilfe des Ooze könnten die Turtles ein ganz normales Leben unter den Menschen führen. Leonardo lehnt den Vorschlag Donatellos ab. Michelangelo hat das Gespräch jedoch belauscht und erzählt Raphael davon. Zwischen Leonardo und Raphael kommt es daraufhin zum Streit, weil er der Meinung ist, dass die vier Brüder gemeinsam Entscheidungen treffen würden. Leonardo und Donatello, der mit Hilfe des Ooze den Aufenthaltsort von Bebop und Rocksteady ermitteln konnte, begeben sich daraufhin zum American Museum of Natural History, wo Shredder und seine Schergen das zweite fehlende Teil von Krangs Lichtbogenmaschine stehlen konnten. Dort findet Donatello heraus, wozu die Teile benötigt werden.
Raphael, der mit Michelangelo von der Mission im Museum ausgeschlossen ist, überredet April, Casey und seinen Bruder dazu, das Ooze aus dem Polizeihauptquartier zurückzuholen. Mit Hilfe von Vern Fenwick brechen die drei in das NYPD-Hauptquartier ein, wo ihnen der Foot Clan aber bereits zuvorgekommen ist und das Ooze an sich genommen hat. Im darauffolgenden Kampf können die Turtles das Ooze an sich bringen, werden jedoch von der Polizei gestoppt. Zum ersten Mal stehen sie anderen Menschen gegenüber und erkennen, dass ihr Erscheinen Angst und Hass auslöst. April und Casey können sich rechtzeitig zwischen die Turtles und Polizei bringen, was die Turtles zur Flucht nutzen. Rebecca Vincent lässt April und Casey verhaften, weil April in einem manipulierten Überwachungsvideo zu sehen ist, als sie das Ooze aus Stockmans Labor stiehlt.
Die Turtles verfolgen Bebop und Rocksteady auf der Suche nach dem dritten und letzten Teil von Krangs Maschine in den brasilianischen Regenwald. Doch auch in diesem Kampf können die Turtles nicht verhindern, dass das Teil in Schredders Hände fällt. Zurück in New York können Shredder und Stockman die Lichtbogenmaschine zusammensetzen und das Portal in Krangs Dimension öffnen, durch welches Krangs Kriegsmaschine, das Technodrom, auf die Erde kommt. Shredder lässt Stockman, der für ihn nicht mehr wichtig ist, nach Tokio bringen und begibt sich zum Technodrom. Im Technodrom erkennt Shredder, dass er von Krang hintergangen wurde und dieser die Welt ohne ihn erobern will. Krang friert Shredder ein und verwahrt ihn in einer Sammlung. Währenddessen müssen die Turtles entscheiden, ob sie das Ooze dazu verwenden, um menschliche Gestalt anzunehmen und damit den Kampf in der Öffentlichkeit gegen Shredder und Krang führen zu können. Obwohl Leonardo dafür ist, stellt er den Vorschlag zur Entscheidung. Raphael nimmt den Ooze-Behälter und zerstört ihn, weil er erkennt, dass sie ihre Mutation akzeptieren müssen.
Mit Hilfe von Vern, der das originale Überwachungsvideo aus Stockmans Labor entwenden konnte, kann April Rebecca Vincent beweisen, dass Shredder und Stockman unter einer Decke stecken. April und Casey werden daraufhin freigelassen. Während sich das Technodrom weiter zusammensetzt, arrangiert April ein Treffen mit der Polizei und den Turtles. Mit Hilfe des NYPD gelangen die Turtles von der Öffentlichkeit ungesehen zum Technodrom, um den Peilsender, der das Technodrom zusammensetzt, zurück in die andere Dimension zu bringen. April, Casey und Vern sollen am Boden die Kontrollstation, welche das Portal offen hält, deaktivieren. Im Kampf gegen Krang können die Turtles seinen robotischen Körper außer Gefecht setzen und den Peilsender samt Technodrom mit Hilfe einer Drohne zurück in das Portal steuern. Casey kann Bebop und Rocksteady mit Hilfe einer Handgranate in einem Schiffscontainer besiegen. April und Vern bezwingen Shredders rechte Hand Karai und deaktivieren das Portal. Krang verschwindet durch das sich schließende Portal in seine Dimension, schwört jedoch auf Rache.
Am Ende werden Bebop und Rocksteady verhaftet, Stockman ist weiter auf freiem Fuß. In Anwesenheit von April, Casey und Vern, werden die Turtles am Abend auf Liberty Island von Rebecca Vincent und dem NYPD für ihre Verdienste für die Stadt New York geehrt. Vincent bietet den Turtles an, ihre Existenz publik machen zu können, um ein normales Leben unter den Menschen zu führen. Die Turtles lehnen Vincents Angebot jedoch ab und wollen weiterhin ihre Hilfe aus dem Verborgenen anbieten.

## Synchronisation
Die deutsche Synchronisation des Films übernahm die SDI Media GmbH in Berlin, Dialogregie führte Boris Tessmann.
Die computeranimierten Protagonisten werden in der englischen Originalsprache, mit Ausnahme von Splinter, alle von ihren Darstellern synchronisiert. Während im ersten Teil Leonardo noch von Johnny Knoxville synchronisiert wurde, spricht im Nachfolger der Darsteller Pete Ploszek seine Rolle selbst.
Boris Tessmann, der in diesem Film Leonardo synchronisiert, lieh 1987 in der deutschen Version der Turtles-Zeichentrickserie Raphael seine Stimme.

### Mutanten
| Rolle        | Originalsprecher      | Deutscher Sprecher        |
| ------------ | --------------------- | ------------------------- |
| Leonardo     | Pete Ploszek          | Boris Tessmann            |
| Raphael      | Alan Ritchson         | Jaron Löwenberg           |
| Michelangelo | Noel Fisher           | Constantin von Jascheroff |
| Donatello    | Jeremy Howard         | Ozan Ünal                 |
| Splinter     | Tony Shalhoub         | Erich Ludwig              |
| Bebop        | Gary Anthony Williams | Michael Iwannek           |
| Rocksteady   | Stephen Farrelly      | Lutz Schnell              |
| Krang        | Brad Garrett          | Daniel Zillmann           |

### Menschen
| Rolle               | Schauspieler  | Deutscher Sprecher |
| ------------------- | ------------- | ------------------ |
| April O’Neil        | Megan Fox     | Luise Helm         |
| Vern Fenwick        | Will Arnett   | Torben Liebrecht   |
| Shredder            | Brian Tee     | Martin Kautz       |
| Dr. Baxter Stockman | Tyler Perry   | Oliver Siebeck     |
| Casey Jones         | Stephen Amell | Julien Haggège     |
| Rebecca Vincent     | Laura Linney  | Victoria Sturm     |

## Hintergrund

### Produktionsvorbereitung
Nachdem der Vorgänger die erwarteten Einspielergebnisse übertroffen hatte, kündigten Paramount und Nickelodeon im August 2014 ein Sequel an, welches am 3. Juni 2016 in die Kinos kommen sollte. Zusätzlich wurde bekannt, dass in diesem Teil die Charaktere Casey Jones, Bebop und Rocksteady in Erscheinung treten sollten. Produzent Brad Fuller und Jonathan Liebesman, der Regisseur des ersten Teils, hatten die Idee an einer Story mit dem Bösewicht Krang und der Dimension X. Im Dezember 2014 wurde bekannt, dass anstelle von Jonathan Liebesman Dave Green Regie führen wird, welcher sein Regiedebüt mit dem im Sommer 2014 erschienenen Science-Fiction-Abenteuer-Film Echo to Earth – Ein Abenteuer, so groß wie das Universum hatte. Paramount gab im Dezember 2015 bekannt, dass der zweite Teil unter dem Titel Teenage Mutant Ninja Turtles: Out of the Shadows in die Kinos kommen wird. Das Budget des zweiten Teils lag bei 135 Millionen US-Dollar.

### Besetzung
Für die Rollen von April O’Neil und Vern Fenwick, wurden bereits im Dezember 2014 die Schauspieler des ersten Teils, Megan Fox und Will Arnett, bestätigt. Ebenso wurde mehrfach berichtet, dass William Fichtner als Eric Sacks zurückkehren würde. Sacks’ Rolle hat es aufgrund nicht bekannter Gründe, jedoch nicht in den Film geschafft. Als gesetzt galten wie schon im ersten Teil die vier computeranimierten Schildkröten, welche mittels Performance-Capture-Verfahren von Noel Fisher, Jeremy Howard, Alan Ritchson und Pete Ploszek „dargestellt“ werden, nachdem Michelangelo-Darsteller Fisher in einem Interview im August 2014 bestätigte, dass sie für drei Filme unterschrieben haben. Überraschend war, dass Leonardos Rolle nicht mehr von Johnny Knoxville gesprochen wird, sondern wie die anderen Protagonisten, von seinem Darsteller Pete Ploszek selbst. In einem Interview im April 2016 sagte Knoxville, dass er nicht wüsste, warum er die Rolle im zweiten Teil nicht spreche. Die Rolle von Casey Jones übernimmt, wie im März 2015 bekannt wurde, Stephen Amell, der Hauptdarsteller der Actionserie Arrow. Ebenso war Laura Linney für eine nicht weiter benannte Rolle vorgesehen.
Im April 2015 wurde bekannt, dass mit Tyler Perry und Brian Tee, neue Schauspieler die Rollen der Bösewichte Dr. Baxter Stockman bzw. Shredder besetzen würden. Als Bebop und Rocksteady stießen im Mai 2015 Gary Anthony Williams und der irische Wrestler Stephen „Sheamus“ Farrelly dazu. Sheamus setzte sich dabei gegen Wrestler und ehemaligen UFC-Kämpfer CM Punk durch, welcher ebenfalls für die Rolle von Rocksteady gecastet wurde. Für die Sprechrolle des vollständig computeranimierten Krang war ursprünglich Fred Armisen vorgesehen, welcher jedoch aufgrund Terminproblemen absagen musste, und kurz vor Veröffentlichung des Films Brad Garrett als Ersatz einsprang.
Als Nebendarsteller wurden neben dem brasilianischen Model Alessandra Ambrosio auch einige Basketball-Spieler der Los Angeles Clippers verpflichtet.

### Dreharbeiten
Die Dreharbeiten begannen am 27. April 2015 in Midtown Manhattan, New York City. Weitere Drehorte waren in Buffalo und der brasilianischen Stadt Foz do Iguaçu. Produktionsende war im August 2015, Nachdrehs fanden im Januar und Februar 2016 in New York City statt.

## Rezeption

### Kritik
Wie schon der erste Teil erhielt auch Teenage Mutant Ninja Turtles: Out of the Shadows eher negative Kritiken. Bei Rotten Tomatoes sind nur 37 % von 169 Kritiken positiv.
Frank Scheck vom Hollywood Reporter ist der Meinung, dass der Film zwar besser ist als sein Vorgänger, was aber kein echtes Lob darstellt. Auch für Emma Thrower von der Filmzeitschrift Empire ist der Nachfolger erheblich besser als der erste Teil, sie bemängelt aber dennoch die Ideenlosigkeit der Verantwortlichen hinter dem Turtles-Franchise. Geoff Berkshire vom Branchenblatt Variety, urteilte, dass Teenage Mutant Ninja Turtles: Out of the Shadows genauso laut, hirnbetäubend und anspruchslos wie der Vorgänger ist und nie von der üblichen Blockbuster-Formel abweicht.

### Einspielergebnisse
Die Einspielergebnisse von Teenage Mutant Ninja Turtles: Out of the Shadows sind im Vergleich zum Vorgänger deutlich geringer. Zwar konnte der Film am Eröffnungswochenende in den Vereinigten Staaten 35 Millionen US-Dollar einspielen und Platz 1 der Kinocharts belegen, die Einnahmen lagen jedoch 46 % unter denen des Vorgängers. Auch das weltweite Einspielergebnis lag mit 245 Millionen US-Dollar bis zum 26. August 2016, 51 % unter denen des ersten Teils.